# Csipkerek
Csipkerek is een plaats (község) en gemeente in het Hongaarse comitaat Vas. Csipkerek telt 410 inwoners (2001).